# Robert W. Floyd
Robert W. Floyd (ur. 8 czerwca 1936 w Nowym Jorku, zm. 25 września 2001) – informatyk amerykański, laureat Nagrody Turinga.
W wieku 17 lat otrzymał w University of Chicago stopień bakałarza z nauk humanistycznych, w 1958 stopień bakałarza z fizyki. Na początku lat 60. podjął pracę technika komputerowego i jednocześnie rozpoczął publikowanie artykułów z dziedziny informatyki. Wkrótce, w wieku 27 lat, otrzymał pracę wykładowcy w Carnegie Mellon University, a w 1969 r., nie mając doktoratu, został profesorem Stanford University.
Do ważniejszych prac należą: projektowanie i analiza efektywnych algorytmów znajdowania najkrótszej ścieżki w grafie oraz analiza składniowa. Za najistotniejsze osiągnięcie uważana jest jego pionierska praca w dziedzinie weryfikacji programów z użyciem twierdzeń logicznych (praca z 1967 r. „Assigning Meanings to Programs”).
Floyd współpracował blisko z Donaldem Knuthem i był głównym recenzentem jego fundamentalnej książki The Art of Computer Programming – jest też najczęściej cytowanym w tej książce autorem.
W 1978 r. otrzymał Nagrodę Turinga za istotny wpływ na metodologię tworzenia efektywnego i niezawodnego oprogramowania i za udział w powstaniu ważnych dziedzin nauk komputerowych: analizy składniowej, semantyki języków programowania, automatycznej weryfikacji programów, automatycznej syntezy programów i analizy algorytmów.